# 신정시

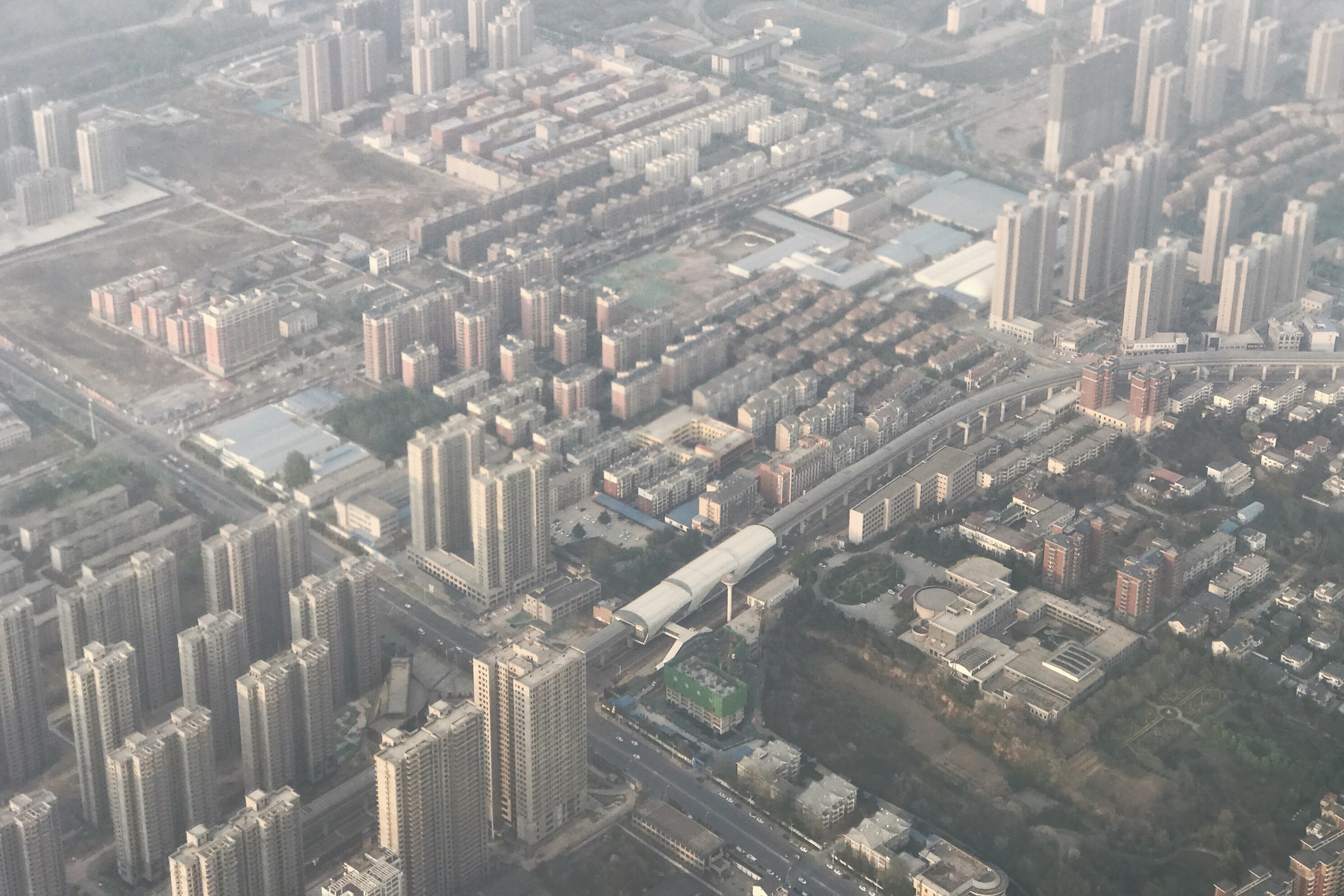

신정시(한국어: 신정시, 중국어: 新郑市, 병음: Xīnzhèng Shì)는 중화인민공화국 허난성 정저우시의 현급 행정구역이다. 넓이는 873km2이고, 인구는 2007년 기준으로 660,000명이다.

## 역사
신정은 중국 문명의 발상지로 중국의 전설적인 시조 황제가 태어난 곳으로 여겨지고 있다. 춘추시대에는 정나라의 수도였다. 당나라 때의 유명한 시인 백거이가 이곳에서 태어났다.

## 기후
연평균 기온은 14.2°C이고 연평균 강수량은 690mm이다.
| Xinzheng (1981−2010)의 기후                    | Xinzheng (1981−2010)의 기후 | Xinzheng (1981−2010)의 기후 | Xinzheng (1981−2010)의 기후 | Xinzheng (1981−2010)의 기후 | Xinzheng (1981−2010)의 기후 | Xinzheng (1981−2010)의 기후 | Xinzheng (1981−2010)의 기후 | Xinzheng (1981−2010)의 기후 | Xinzheng (1981−2010)의 기후 | Xinzheng (1981−2010)의 기후 | Xinzheng (1981−2010)의 기후 | Xinzheng (1981−2010)의 기후 | Xinzheng (1981−2010)의 기후 |
| 월                                             | 1월                         | 2월                         | 3월                         | 4월                         | 5월                         | 6월                         | 7월                         | 8월                         | 9월                         | 10월                        | 11월                        | 12월                        | 연간                        |
| ---------------------------------------------- | --------------------------- | --------------------------- | --------------------------- | --------------------------- | --------------------------- | --------------------------- | --------------------------- | --------------------------- | --------------------------- | --------------------------- | --------------------------- | --------------------------- | --------------------------- |
| 역대 최고 기온 °C (°F)                         | 21.0 (69.8)                 | 24.2 (75.6)                 | 27.7 (81.9)                 | 35.5 (95.9)                 | 38.5 (101.3)                | 39.7 (103.5)                | 41.0 (105.8)                | 38.5 (101.3)                | 38.6 (101.5)                | 36.8 (98.2)                 | 28.1 (82.6)                 | 23.9 (75.0)                 | 41.0 (105.8)                |
| 일평균 최고 기온 °C (°F)                       | 6.0 (42.8)                  | 9.0 (48.2)                  | 14.0 (57.2)                 | 21.4 (70.5)                 | 26.9 (80.4)                 | 31.7 (89.1)                 | 31.8 (89.2)                 | 30.7 (87.3)                 | 27.0 (80.6)                 | 21.5 (70.7)                 | 14.1 (57.4)                 | 7.9 (46.2)                  | 20.2 (68.3)                 |
| 일일 평균 기온 °C (°F)                         | 0.8 (33.4)                  | 3.5 (38.3)                  | 8.3 (46.9)                  | 15.4 (59.7)                 | 20.9 (69.6)                 | 25.7 (78.3)                 | 27.1 (80.8)                 | 25.8 (78.4)                 | 21.3 (70.3)                 | 15.5 (59.9)                 | 8.3 (46.9)                  | 2.6 (36.7)                  | 14.6 (58.3)                 |
| 일평균 최저 기온 °C (°F)                       | −3.3 (26.1)                 | −0.9 (30.4)                 | 3.6 (38.5)                  | 10.0 (50.0)                 | 15.5 (59.9)                 | 20.4 (68.7)                 | 23.1 (73.6)                 | 22.1 (71.8)                 | 17.0 (62.6)                 | 10.8 (51.4)                 | 3.8 (38.8)                  | −1.6 (29.1)                 | 10.0 (50.1)                 |
| 역대 최저 기온 °C (°F)                         | −14.8 (5.4)                 | −17.9 (−0.2)                | −6.2 (20.8)                 | −1.3 (29.7)                 | 4.9 (40.8)                  | 10.4 (50.7)                 | 17.0 (62.6)                 | 12.5 (54.5)                 | 6.3 (43.3)                  | −0.5 (31.1)                 | −10.4 (13.3)                | −13.6 (7.5)                 | −17.9 (−0.2)                |
| 평균 강수량 mm (인치)                          | 10.7 (0.42)                 | 13.0 (0.51)                 | 29.2 (1.15)                 | 32.2 (1.27)                 | 63.6 (2.50)                 | 77.0 (3.03)                 | 169.6 (6.68)                | 135.9 (5.35)                | 78.4 (3.09)                 | 43.7 (1.72)                 | 25.3 (1.00)                 | 11.0 (0.43)                 | 689.6 (27.15)               |
| 평균 상대 습도 (%)                             | 63                          | 62                          | 65                          | 66                          | 69                          | 66                          | 79                          | 82                          | 77                          | 70                          | 68                          | 65                          | 69                          |
| 출처: China Meteorological Data Service Center |                             |                             |                             |                             |                             |                             |                             |                             |                             |                             |                             |                             |                             |

## 경제
농업과 중공업이 지배적이기는 하지만 신정의 경제는 다각화되어있다.

### 농업
농업은 옥수수, 면화, 담배와 다른 산업 작물들을 재배한다. 그러나 신정은 중국 전역에서 대추의 생산지로 유명하다. 추수기에 시장과 도로변에서 이러한 과일들이 아주 많이 팔리는 모습을 볼 수 있다.

### 공업
마을의 중심부 주변에는 담배 공장이 위치한다. 비록 잘 알려지지는 않았지만 주변의 공업 계획에 최고 20억 달러를 투자했다. 지역의 석탄 채굴 또한 중요한 수입의 원천이다.

### 관광업
숙박 시설의 한계와 기반 시설의 부족, 오염과 다른 요소들 때문에 신정의 관광업은 더디게 진행되고 있다. 매년 봄에 도시는 황제를 기념하기 위한 의식을 개최한다. 2009년에 이 축전에 국내외 10000명의 관광객을 끌어모았다. 그러나 이 손님들 중 많은 사람들이 정저우 주변으로 숙박시설을 찾는 바람에 도시의 경제 효과는 미미했다.

## 교통
정저우 신정 국제공항이 있다.

## 행정 구역
3개 가도, 9개 진, 3개 향을 관할한다.
- 가도: 新建路街道, 新烟街道, 新华路街道.
- 진: 辛店镇, 梨河镇, 龙湖镇, 孟庄镇, 薛店镇, 新村镇, 郭店镇, 观音寺镇, 和庄镇.
- 향: 城关乡, 龙王乡, 八千乡.